# Alvaro Pascual-Leone
Alvaro Pascual-Leone (* 7. August 1961 in Valencia, Spanien) ist ein spanischer Neurophysiologe und Professor an der Harvard Medical School. Als einem der führenden Gehirnforscher gelang ihm der Nachweis, dass der Freie Wille durch physikalische Reizungen beeinflussbar ist.
Pascual-Leone studierte Medizin und Neurophysiologie an der Albert-Ludwigs-Universität Freiburg. Danach arbeitete er an der University of Minnesota und für das US National Institutes of Health. Seit 1997 ist Pascual-Leone Direktor des Center for Noninvasive Brain Stimulation (CNBS) (dt. Zentrum für verletzungsfreie Gehirnanregung) und Verbindungsdirektor des General Clinical Research Center des Beth Israel Deaconess Medical Centers in Boston.
Er lebt in Wayland, Massachusetts mit seiner Frau Elizabeth und seinen drei Kindern.

## Auszeichnungen
2000 wurde er mit dem Daniel D. Federman Outstanding Clinical Educator Award ausgezeichnet. 2007 erhielt er den Jean-Louis-Signoret-Preis.

## Publikationen (Auswahl)
- mit E. Torres: Plasticity of the sensorimotor cortex representations of the reading finger in Braille readers. In: Brain. Band 116, 1993, S. 39–52.
- als Co-Autor: The role of reading acticity on the modulation of motor cortical outputs to the reading hand in Brain readers. In: Annals of Neurology. Band 38, 1995, S. 910–915.
- The Brain that Plays Music and is Changed by It. In, Zatorre R and Peretz I (ed) Music and the Brain. New York Academy of Sciences (2001).
- mit R. Hamilton: The Metamodal Organization of the Brain. In, Casanova C. and Ptito M. (Eds): Vision: From neurons to cognition, Progr. Brain Res. Vol 134: 427-445 (2001)
- mit A. Amedi, F. Fregni und L. Merabet: The plastic human brain cortex. Ann Rev Neurosci 28: 377-401 (2005)
- Arianna Menardi, Simone Rossi, Giacomo Koch, Harald Hampel, Andrea Vergallo, Michael A. Nitsche, Yaakov Stern, Barbara Borroni, Stefano F. Cappa, Maria Cotelli, Giulio Ruffini, Georges El-Fakhri, Paolo M. Rossini, Brad Dickerson, Andrea Antal, Claudio Babiloni, Jean-Pascal Lefaucheur, Bruno Dubois, Gustavo Deco, Ulf Ziemann, Alvaro Pascual-Leone, Emiliano Santarnecchi: Toward noninvasive brain stimulation 2.0 in Alzheimer’s disease, Ageing Research Reviews, Volume 75, 2022, 101555, https://doi.org/10.1016/j.arr.2021.101555.